# Dai Longbang
Dai longbang (戴龙帮, ~1720 - 1801), fut un célèbre maître de l'art martial Xinyi liuhe quan, également connu sous le nom de Xinyi de l'école du Shanxi. Il aurait étudié avec Cao jiwu, lui-même disciple de Ji Jike.
Il n'enseignait son art qu'aux membres de sa famille et une exception aurait été faite pour Li Luoneng. Ce dernier aurait créé son école (le Xing yi quan) sur la base de cet apprentissage.